# ČSD-Baureihe M 286.0
Die ČSD-Baureihe M 286.0 (ab 1988: Baureihe 850) sind vierachsige Dieseltriebwagen der einstigen Tschechoslowakischen Staatsbahnen ČSD für den Eil- und Schnellzugverkehr.

## Geschichte

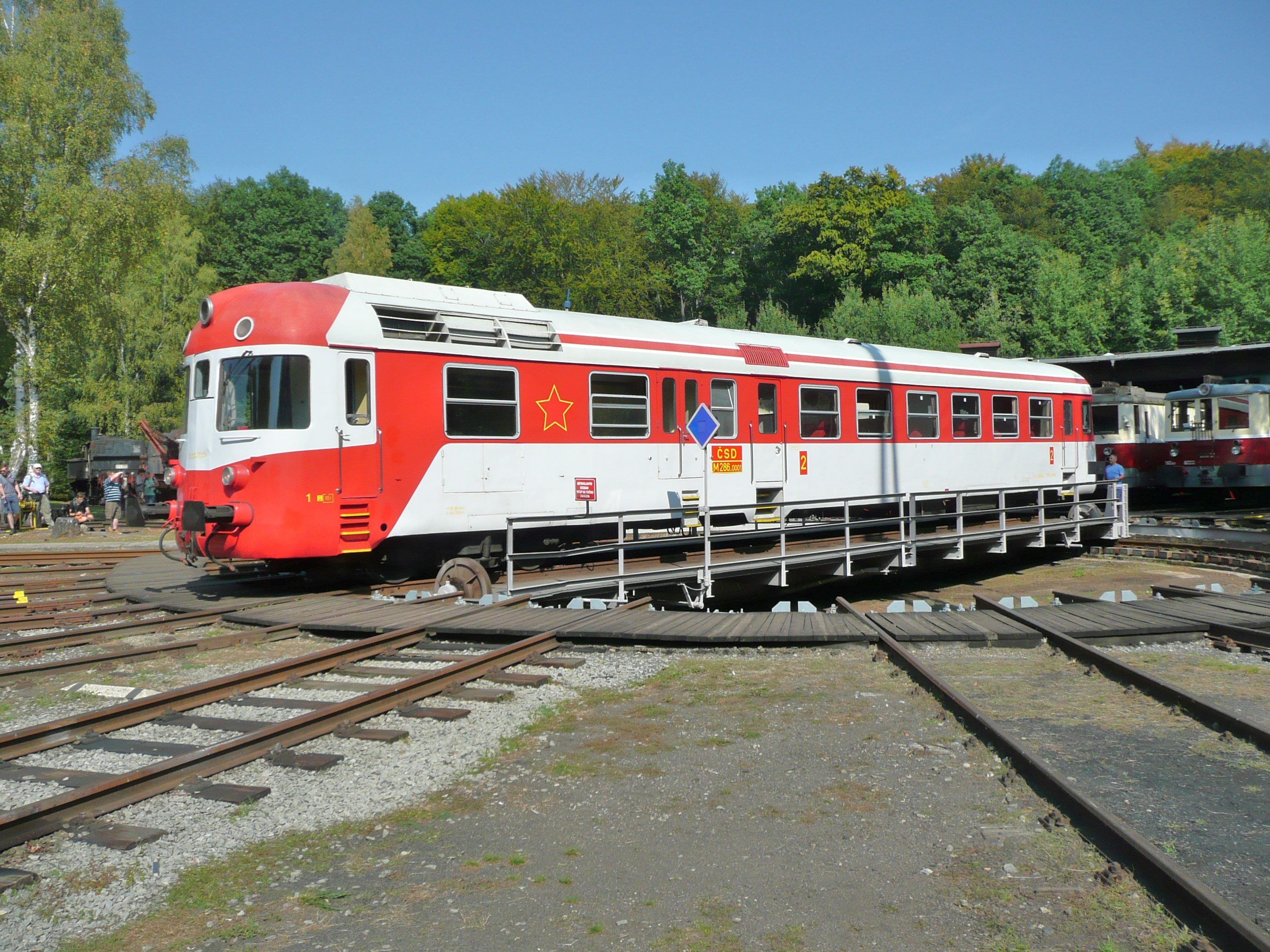
Prototyp M 286.0001 im Eisenbahnmuseum Lužná u Rakovníka (2016)

Während die Vorgängerbaureihe M 240.0 nur für den Nahverkehr vorgesehen war, sollte nunmehr auch eine stärkere und komfortablere Variante für den Schnell- und Eilzugverkehr auf den Hauptstrecken beschafft werden. Der grundsätzliche Aufbau des Fahrzeugs blieb gleich. Der stärkere Motor konnte jedoch nicht mehr unterflur eingebaut werden, sondern dieser wurde nunmehr an einem Fahrzeugende in einem separaten Maschinenraum angeordnet.
Der erste Prototyp der neuen Baureihe konnte 1962 bei Vagonka Studenka als M 283.1 fertiggestellt werden. 1963 wurde ein weiterer Prototyp gebaut. Die Triebwagen erhielten 1963 die neue Reihenbezeichnung M 286.0. In zwei Serien wurden in den Jahren 1966 und 1967 die Serienfahrzeuge ausgeliefert. Die beiden letzten Triebwagen waren jedoch schon als Prototypen für die weiterentwickelte Nachfolgebaureihe M 296.1 vorgesehen, welche ab 1967 gefertigt wurde.
Ein Teil der Fahrzeuge war bei den ČD und ŽSR/ZSSK 2010 noch im Einsatz. 2018 kann von einem Einsatzende ausgegangen werden. Zwei Fahrzeuge sind aber auf jeden Fall fahrfähig erhalten: der Prototypwagen M 286.1001 sowie der M 286.1008. Letzterer ist bei dem Technischen Nationalmuseum in Prag geführt und konnte im selben Jahr im Depot Chomutov gesichtet werden.

## Technische Merkmale

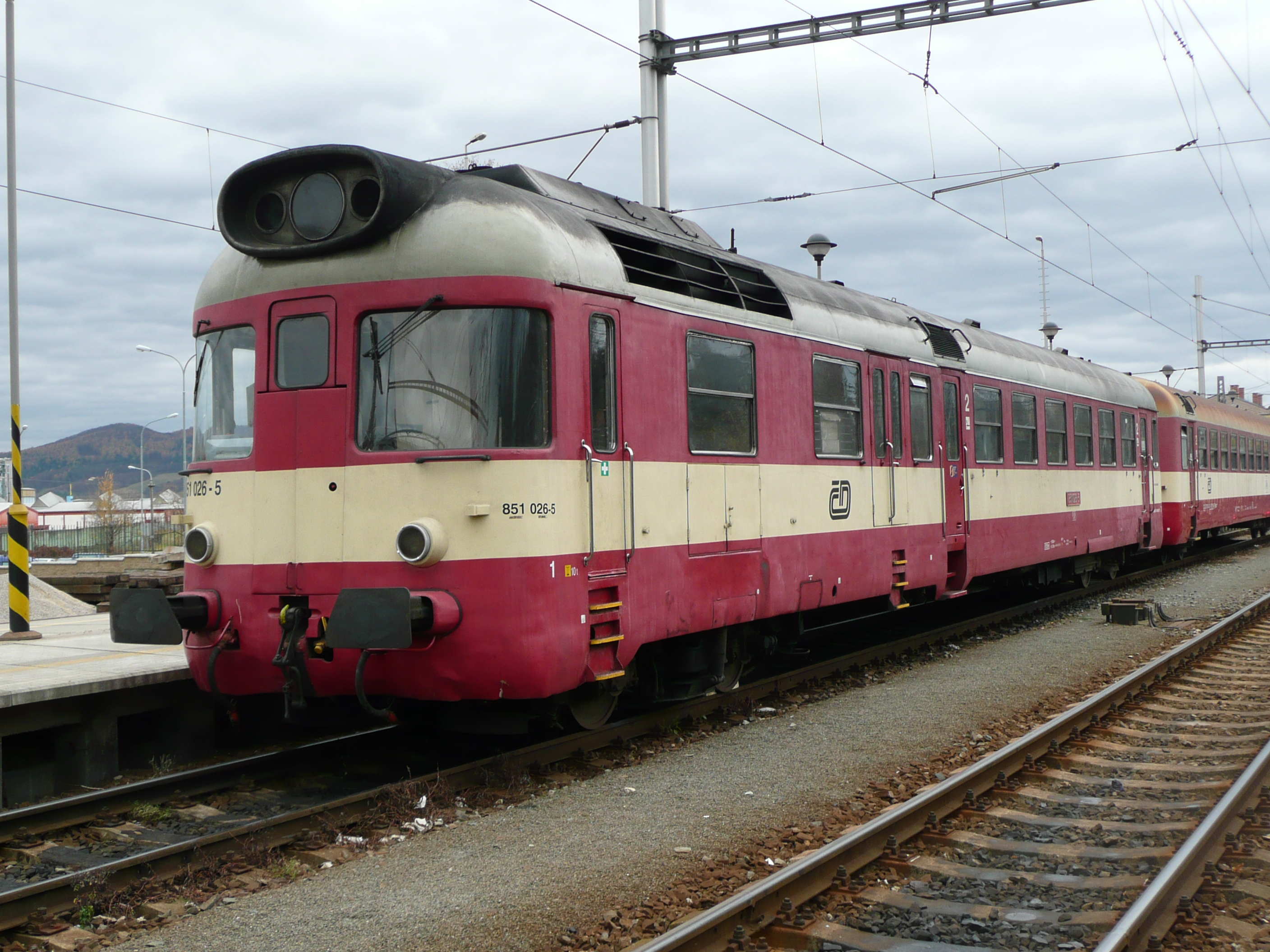
851 026 vor Schnellzug nach Jeseník im Bahnhof Zábřeh (2010)

Die Triebwagen erhielten den schon in verschiedenen Baureihen der ČSD bewährten 12-Zylinder-V-Motor K 12 V 170 DR von ČKD. Zur Kraftübertragung dient ein von ČKD gefertigtes Drei-Wandler-Strömungsgetriebe vom Typ H 750 M. Der Achsantrieb erfolgt über Gelenkwellen und Achsgetriebe auf zwei Achsen.
In die modernisierten Fahrzeuge der späteren Baureihe 851 wurde der weiterentwickelte Motor KS 12 V 170 DR mit 515 kW eingebaut.